# 1000 طريقة للموت

شعار البرنامج

1000 طريقة للموت هو برنامج أمريكي بث لأول مرة يوم 14 مايو 2008 على قناة سبايك، وانتهى البث في 15 يوليو 2012 . يعيد البرنامج حالات الوفيات الغريبة أو الحوادث القاتلة الحقيقية ويحللها محللون بطريقة علمية لمعرفة أسباب الوفاة أو الحادثة. وقد رشح البرنامج لجائزة داروين.
رون بيرلمان بمثابة الراوي في كل حلقة منذ الحلقة الثالثة (مع سرد توم بيرز للحلقات الأولى والثانية)؛ بداية مع حلقة «تويت من الموتى», وظهر جو إيروين كاستبدال الراوي الأصلي.

## الحلقات
| الموسم   | الحلقات  | تاريخ البدأ      | نهاية الموسم       |
| -------- | -------- | ---------------- | ------------------ |
| تجريبي   | حلقاتن   | من 14 مايو 2008  | إلى 21 مايو 2008   |
| الموسم 1 | 10 حلقات | من 8 فبراير 2009 | إلى 5 أبريل 2009   |
| الموسم 2 | 12 حلقة  | من 6 ديسمبر 2009 | إلى 24 فبراير 2010 |
| الموسم 3 | 14 حلقة  | من 3 أغسطس 2010  | إلى 5 يناير 2011   |
| الموسم 4 | 14 حلقة  | من 8 فبراير 2011 | إلى 13 يونيو 2011  |

## وصلات خارجية
- 1000 طريقة للموت على موقع IMDb (الإنجليزية)
- 1000 طريقة للموت على موقع ميتاكريتيك (الإنجليزية)
- 1000 طريقة للموت على موقع فيلمافينيتي (الإسبانية)
- 1000 طريقة للموت على موقع كينوبويسك (الروسية)
- 1000 طريقة للموت على موقع قاعدة بيانات الفيلم (الإنجليزية)

1000 طريقة للموت